# Albert Pfuhl
Albert Karl Pfuhl (* 2. Dezember 1929 in Wiesbaden; † 16. August 2005) war ein deutscher Politiker der SPD.

## Leben
Pfuhl wurde als Sohn des Gastwirts Albert Pfuhl in Steckenrode im Taunus geboren. Er besuchte das Gymnasium in Usingen und trat 1950 der SPD bei. 1951/52 war er Landesvorsitzender der Jungsozialisten in Hessen und 1952/1953 Mitglied des Bundesvorstandes der Jungsozialisten. Unterbezirksvorsitzender der SPD Schwalm-Eder war Albert Pfuhl von 1973 bis 1987.
Nach dem Studium der Rechtswissenschaften in Marburg absolvierte er von 1952 bis 1953 an der University of Illinois ein Master-Programm in Arbeitsrecht.
Am 1. April 1959 begann seine Amtszeit als damals jüngster Bürgermeister in Hessen in Ziegenhain (heute Schwalmstadt). 1968 schied er aus diesem Amt und wurde Landrat des Landkreises Ziegenhain. Mit der Gebietsreform in Hessen 1973 wurde der Kreis aufgelöst und er schied aus dem Landratsamt aus.
Von 1974 bis 1983 war Pfuhl Landtagsabgeordneter in Wiesbaden und von 1983 bis 1994 Bundestagsabgeordneter. 1984 war er Mitglied der Bundesversammlung.
Albert Pfuhl war verheiratet und hatte drei Kinder.

## Sonstiges
Pfuhl war von 1968 bis 1993 Kreisvorsitzender des Deutschen Roten Kreuzes. Er war Honorarkonsul von Albanien.